# América Latina Olé Tour
América Latina Olé Tour es una gira de conciertos realizada por la banda británica The Rolling Stones durante los primeros meses de 2016. Esta gira fue anunciada a fines de octubre de 2015, luego de diez años de sus últimas presentaciones en Latinoamérica. La gira comenzó el 3 de febrero del 2016 en Santiago, continuó en La Plata, Montevideo, Río de Janeiro, São Paulo, Porto Alegre, Lima, Bogotá, Ciudad de México y finalizó con un concierto gratuito en La Habana, el 25 de marzo de 2016. La gira recaudó $90.9 millones de dólares.

## Historia
El 17 de septiembre de 2015, el periódico español El Mundo reveló que los Rolling Stones estaban finalizando las negociaciones para presentarse por primera vez en Cuba, a finales de marzo de 2016. La ubicación sería el Estadio Latinoamericano de La Habana, que cuenta con capacidad para 55 000 personas. Keith Richards confirmó las negociaciones con los cubanos, y añadió que Cuba lo tomó en serio tras la apertura de embajadas en los Estados Unidos y a la visita del papa a La Habana. También se informó que el bajista Darryl Jones había influido en la decisión de tocar en ese país.
El 5 de noviembre de 2015, se anunció que los Stones realizarían una gira por América Latina en el 2016 por primera vez desde la gira A Bigger Bang, en febrero de 2006. El tour incluye su segunda vez en Chile (la primera había sido durante el Voodoo Lounge Tour, en febrero de 1995) y su primer show en São Paulo desde la gira Bridges to Babylon, en abril de 1998. Fue también la primera vez de la banda en Uruguay, Perú, Colombia y Cuba.
Más tarde, en noviembre de 2015, se rumoreaba que realizarían otro espectáculo el 20 o 21 de marzo de 2016 en el Estadio Olímpico Félix Sánchez de Santo Domingo (República Dominicana), pero nunca fue confirmado. El 1 de marzo de 2016 los Stones confirmaron su primer concierto en Cuba, que se realizaría el 25 de marzo de 2016, gratuito, y que sería su primera vez en el Caribe y el primer concierto al aire libre en el país por una banda de rock británica. La banda tocó en el Coliseo de la Ciudad Deportiva de La Habana. Apodado el Concierto para la amistad, fue el acto más grande realizado en Cuba desde la revolución de 1959.

## La banda
The Rolling Stones
| Mick Jagger (voz, guitarra, piano, armónica) | Keith Richards (guitarra, voz) |
| Charlie Watts (batería)                      | Ron Wood (guitarra)            |

Músicos adicionales
- Darryl Jones: bajo, coros
- Sasha Allen: coros
- Karl Denson: saxo
- Tim Ries: saxo, teclados
- Chuck Leavell: teclados, coros, percusión
- Matt Clifford: teclados, corno francés, percusión

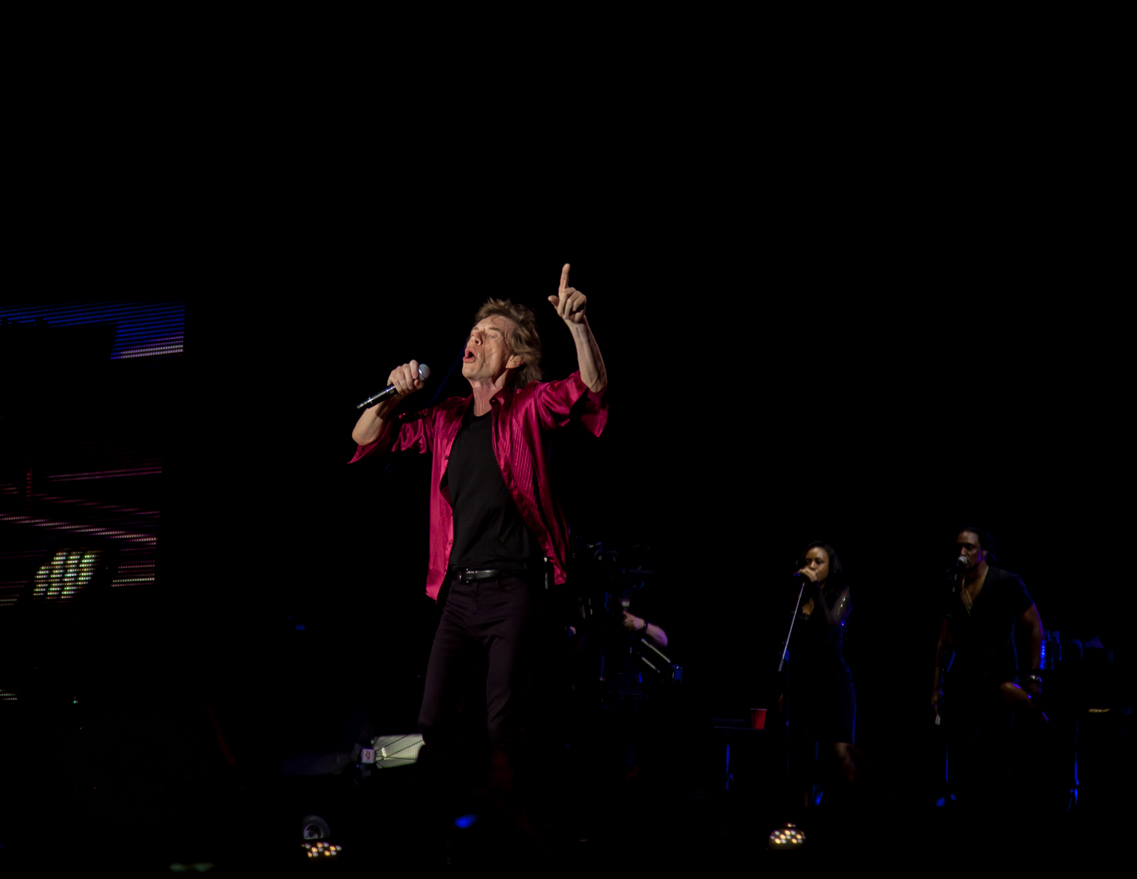
Mick Jagger en el concierto gratuito en La Habana

- Bernard Fowler: coros, percusión

## Lista de canciones
Esta es la lista de canciones del concierto del 3 de febrero de 2016 en Santiago, no representa a todos los conciertos de la gira
1. «Start Me Up»
2. «It's Only Rock 'n Roll (But I Like It)»
3. «Let's Spend the Night Together»
4. «Tumbling Dice»
5. «Out of Control»
6. «She's a Rainbow»
7. «Wild Horses»
8. «Paint It Black»
9. «Honky Tonk Women»
10. «You Got the Silver»
11. «Happy»
12. «Midnight Rambler»
13. «Miss You»
14. «Gimme Shelter»
15. «Jumpin' Jack Flash»
16. «Sympathy for the Devil»
17. «Brown Sugar»
18. «You Can't Always Get What You Want»
19. «(I Can't Get No) Satisfaction».

## Fechas
| Fecha                 | Ciudad            | País           | Recinto                       | Asistencia        | Recaudación    |
| América Latina        | América Latina    | América Latina | América Latina                | América Latina    | América Latina |
| --------------------- | ----------------- | -------------- | ----------------------------- | ----------------- | -------------- |
| 3 de febrero de 2016  | Santiago de Chile | Chile          | Estadio Nacional              | 62,412 / 62,412   | $6,160,725     |
| 7 de febrero de 2016  | La Plata          | Argentina      | Estadio Ciudad de La Plata    | 155,184 / 155,184 | $17,637,161    |
| 10 de febrero de 2016 | La Plata          | Argentina      | Estadio Ciudad de La Plata    | 155,184 / 155,184 | $17,637,161    |
| 13 de febrero de 2016 | La Plata          | Argentina      | Estadio Ciudad de La Plata    | 155,184 / 155,184 | $17,637,161    |
| 16 de febrero de 2016 | Montevideo        | Uruguay        | Estadio Centenario            | 61,445 / 61,445   | $7,596,103     |
| 20 de febrero de 2016 | Río de Janeiro    | Brasil         | Estadio de Maracaná           | 60,051 / 60,051   | $5,558,851     |
| 24 de febrero de 2016 | São Paulo         | Brasil         | Estádio do Morumbi            | 135,656 / 135,656 | $12,255,726    |
| 27 de febrero de 2016 | São Paulo         | Brasil         | Estádio do Morumbi            | 135,656 / 135,656 | $12,255,726    |
| 2 de marzo de 2016    | Porto Alegre      | Brasil         | Estadio Beira-Rio             | 49,073 / 49,073   | $6,441,579     |
| 6 de marzo de 2016    | Lima              | Perú           | Estadio Monumental "U"        | 47,119 / 47,119   | $8,095,011     |
| 10 de marzo de 2016   | Bogotá            | Colombia       | Estadio El Campín             | 40,785 / 40,785   | $6,905,869     |
| 14 de marzo de 2016   | Ciudad de México  | México         | Foro Sol                      | 117,567 / 117,567 | $13,213,298    |
| 17 de marzo de 2016   | Ciudad de México  | México         | Foro Sol                      | 117,567 / 117,567 | $13,213,298    |
| 25 de marzo de 2016   | La Habana         | Cuba           | Ciudad Deportiva de La Habana | 500,000           | Gratis         |
| Total                 | 10 ciudades       | 8 países       | 10 recintos                   | 1,229,292         | $83,864,323    |